# Zentai Anna
Zentai Anna, Zentay (Budapest, 1924. június 29. – Budapest, 2017. január 24.) Jászai Mari-díjas magyar színművésznő, érdemes művész.

## Életpályája
Miután elvégezte a Színiakadémiát 1942 és 1946 között, ahol Makay Margit és Lehotay Árpád tanítványa volt, a Szegedi Nemzeti Színházhoz került. Itt 1946 és 1950 között egyaránt játszott prózai szerepeket, operettet, valamint operát.
1950–1979 között a Fővárosi Operettszínház tagja volt, később szabadfoglalkozású művésznőként dolgozott.
Mint azt az Operettszínház honlapján írja,  a műfaj legendájaként jellemzett Zentai Anna igen sokoldalú előadó volt, a társulat tagjaként számtalan emlékezetes szubrett és naiva-primadonna szerepben bizonyította tehetségét.
Mozgékony, derűs figurák megformálója, melyeket sugárzó derűvel alakított.
Természetes színészi képességeinek köszönhetően magával ragadó lendülettel és egészséges humorral aratott nagy sikert.
Gyakorta vendégszerepelt a Magyar Állami Operaházban és külföldön is. Többször járt az Egyesült Államokban, Ausztráliában és Európa szinte valamennyi országában énekelt. Az 1960-as években fél évig, Berlinben, a Friedrich Stadt Palast színházban vendégszerepelt.
Számos rádióoperett főszerepét alakította. (Szelistyei asszonyok; Minden jegy elkelt; Vidróczki; Nyugtalan boldogság...)
Sokoldalúságát magyar nótaénekesként is bizonyította.
Az éneklés szeretetét már kislányként, a szülői házban magába szívta, mindig vidám, derűs személyisége és természetes eleganciája jó példa volt minden kolléga és barát előtt.
Bár sokszor hívták és kérték fel szerepekre visszavonulása után is, tartotta magát fogadalmához és nem lépett többé színpadra, " mert azt szerette volna, hogy a nézők a legjobb formájában emlékezzenek rá".

## Fontosabb szerepei
A Színházi adattárban regisztrált bemutatóinak száma: 55; ugyanitt kilenc színházi felvételen is látható.
- Emily (Wilder: A mi kis városunk)
- Rosina (Rossini: A sevillai borbély)
- Cherubin (Mozart: Figaro házassága)
- Iluska (Kacsóh Pongrác: János vitéz)
- Éduska (Farkas F.: Csínom Palkó)
- Mi (Lehár Ferenc: A mosoly országa)
- Stázi, Cecília (Kálmán Imre: A csárdáskirálynő)

## Díjai
- Jászai Mari-díj (1957)
- Érdemes művész-díj (1968)
- Kálmán Imre-emlékplakett (2002)
- A Magyar Köztársasági Érdemrend tisztikeresztje (2009)[6]
- Operett Életmű díj